# Ivan Vazovo
Ivan Vazovo (bulgariska: Иван Вазово) är ett distrikt i Bulgarien.   Det ligger i kommunen Obsjtina Kalojanovo och regionen Plovdiv, i den centrala delen av landet, 120 km öster om huvudstaden Sofia.
Trakten runt Ivan Vazovo består till största delen av jordbruksmark. Runt Ivan Vazovo är det ganska glesbefolkat, med 39 invånare per kvadratkilometer.